# Моген-Буренський
Моген-Буренський (тув. Мөген-Бүрен) — сумон у Монгун-Тайгінському кожууні Республіки Тива (Росія). Відстань до центру республіки міста Кизила 376 км, до районного центру Мугир-Акси 55 км до Москви 3785 км. До складу сумону Карги належить центр кожууна — село Кизил-Хай.

## Населення
| Рік       | 2011 | 2012 | 2013 | 2014 | 2015 |
| --------- | ---- | ---- | ---- | ---- | ---- |
| Населення | 1341 | 1341 | 1343 | 1371 | 1392 |